# Misa (música)
La Misa, un género musical sacro, es una composición coral que traslada la música a secciones fijas de la liturgia.
La mayoría de las misas son partes de la liturgia en latín, la lengua tradicional de la Iglesia católica.
Las misas pueden ser a cappella (para voz humana sola) o acompañadas por conjuntos musicales, desde un piano hasta una orquesta completa. Muchas misas, especialmente las más recientes, nunca fueron pensadas para ser interpretadas durante la celebración de una misa litúrgica.

## Partes de la misa
Para ser considerada completa, la forma musical debe incluir las siguientes seis secciones, que juntas constituyen el Ordinario de una Misa:

### I. Kyrie
El Kyrie es el primer movimiento del ordinario:
Kýrie eléison; Christé eléison; Kýrie eléison (Κύριε, ἐλέησον; Χριστέ, ἐλέησον; Κύριε, ἐλέησον)
Señor ten piedad, Cristo ten piedad, Señor ten piedad.
Este movimiento tiene a menudo una estructura que refleja lo conciso y simétrico del texto. Muchos tienen una forma ternaria (ABA) , donde las dos apariciones de la frase "Kyrie eleison" están asociadas a idéntico tema musical y se articulan con una sección "Christe eleison" contrastante. 
Es muy conocido el ejemplo la Misa de Réquiem de Mozart , donde los textos de "Kyrie" y "Christe" representan los dos elementos de una doble fuga .

### II. Gloria
El Gloria es un pasaje celebratorio de la gloria de Dios y de Cristo.
Gloria in excelsis Deo et in terra pax hominibus bonae voluntatis. Laudamus te, benedicimus te, adoramus te, glorificamus te, gratias agimus tibi propter magnam gloriam tuam, Domine Deus, Rex caelestis, Deus Pater omnipotens.
Gloria a Dios en las alturas, y en la tierra paz a los hombres de buena voluntad. Te alabamos, te bendecimos, te adoramos, te glorificamos, te damos gracias por tu inmensa gloria, Señor Dios, rey celestial, Dios padre omnipotente.
Domine Fili unigenite, Iesu Christe, Domine Deus, Agnus Dei, Filius Patris, qui tollis peccata mundi, miserere nobis; qui tollis peccata mundi, suscipe deprecationem nostram. Qui sedes ad dexteram Patris, miserere nobis.
Hijo unigénito de Dios, Jesucristo, Señor Dios, Cordero de Dios, hijo del Padre, tú que quitas los pecados del mundo, ten piedad de nosotros; tú que quitas los pecados del mundo, atiende nuestra súplica. Tú que estás sentado a la derecha del Padre, ten píedad de nosotros.
Quoniam tu solus Sanctus, tu solus Dominus, tu solus Altissimus, Iesu Christe, cum Sancto Spiritu in gloria Dei Patris. Amen.
Porque solo tu eres Santo, solo tu Señor, solo tu Altísimo, Jesucristo, con el Espíritu Santo en la gloria de Dios Padre, Amén.
En las misas en inglés, compuestas para uso anglicano, el Gloria es comúnmente el último movimiento, a causa de que en el libro de oraciones el texto se ha trasladado al final del servicio. Sin embargo nuevas formas de liturgia han restaurado el Gloria a su lugar tradicional.

### III. Credo
El texto más largo de la Misa es una adaptación del Credo de Nicea:
Credo in unum Deum, Patrem omnipotentem,
factorem caeli et terrae, visibilium omnium et invisibilium.
Creo en un solo Dios, Padre omnipotente,
creador del cielo y de la tierra, de todo lo visible y lo.
Et in unum Dominum Iesum Christum,
Filium Dei unigenitum, et ex Patre natum ante omnia saecula. 
Deum de Deo, Lumen de Lumine, Deum verum de Deo vero, 
genitum non factum, consubstantialem Patri; 
per quem omnia facta sunt. Qui propter nos homines et propter nostram salutem descendit de caelis. 
Et incarnatus est de Spiritu Sancto ex Maria Virgine, et homo factus est. 
Crucifixus etiam pro nobis sub Pontio Pilato, passus et sepultus est, 
et resurrexit tertia die, secundum Scripturas, 
et ascendit in caelum, sedet ad dexteram Patris. 
Et iterum venturus est cum gloria, iudicare vivos et mortuos, 
cuius regni non erit finis;
Y en un único Dios Jesucristo,
Hijo unigénito de Dios, nacido del Padre antes de todos los siglos,
Dios de Dios, Luz de luz, Dios verdadero de Dios verdadero,
creado, no hecho, consubstancial con el Padre,
por quien todas las cosas fueron hechas, que por los hombres y por nuestra salvación descendió de los cielos.
y se encarnó por obra del Espíritu Santo en María Virgen, y se hizo hombre.
Fue crucificado por nosotros bajo Poncio Pilato, atormentado y sepultado,
Y al tercer día resucitó de acuerdo a las Escrituras,
y ascendió al Cielo, donde está sentado a la diestra del Padre.
Y volverá con gloria a juzgar a los vivos y a los muertos;
cuyo Reino no tendrá fin;
Et in Spiritum Sanctum, Dominum et vivificantem, 
qui ex Patre procedit. 
Qui cum Patre et Filio simul adoratur et conglorificatur: 
qui locutus est per prophetas. 
Et unam, sanctam, catholicam et apostolicam Ecclesiam. 
Confiteor unum baptisma in remissionem peccatorum. 
Et expecto resurrectionem mortuorum, 
et vitam venturi saeculi. Amen.
Y creo en el Espíritu Santo, que es Dios y dador de vida,
que procede del Padre;
que junto al Padre y al Hijo adoramos y glorificamos,
como fue profetizado.
Y creo en una Santa Iglesia católica y apostólica,
confío en el bautismo para la remisión de los pecados,.
y espero la resurrección de los muertos,
y la vida perdurable. Amen.
El Credo representa un desafío para el compositor debido a su extensión. Por causa de esto, en un servicio el Credo es a menudo respondido por la congregación o incluido en uno de los muchos cantos de la liturgia.

### IV. Sanctus
El Sanctus es una oración doxológica a la Trinidad;
Sanctus, Sanctus, Sanctus, Domine Deus Sabaoth; pleni sunt coeli et terra gloria tua
Santo, Santo, Santo, Señor Dios de los ejércitos; Todo el cielo y la tierra están llenos de tu gloria.
Hosanna in excelsis
Hosanna en las alturas.

### V. Benedictus
El Benedictus es una continuación del Sanctus:
Benedictus qui venit in nomine Domini.
Bendito el que viene en nombre del Señor.
Hosanna in excelsis se repite usualmente después del Benedictus , a menudo con material musical idéntico al utilizado en el Sanctus, o muy similar. 
En el canto gregoriano el Sanctus (con Benedictus) fue cantado solo en su lugar en la misa. Sin embargo, como los compositores produjeron bellos desarrollos del texto, la música frecuentemente es tan larga que se superpone a la consagración del pan y el vino. Esta era considerada la parte más importante de la misa, así que los compositores comenzaron a detener el Sanctus a la mitad para permitir la consagración, y luego continuaban. Esta práctica fue prohibida por un tiempo en el siglo XX:

### VI. Agnus Dei
El Agnus Dei es un arreglo de la letanía Cordero de Dios: 
Agnus Dei, qui tollis peccata mundi,
miserere nobis
Cordero de Dios, que quitas los pecados del mundo,
ten piedad de nosotros.
Agnus Dei, qui tollis peccata mundi,
dona nobis pacem.
Cordero de Dios, que quitas los pecados del mundo,
danos paz.
En una Misa de Réquiem, las palabras "dona nobis pacem" son reemplazadas por "dona eis requiem" (dales el descanso).

### Otras secciones
En una misa litúrgica, hay otras secciones que pueden ser cantadas, a menudo en canto gregoriano. Estas secciones, misa del "propio", cambian con el día y estación del año de acuerdo al calendario eclesiástico, o a las circunstancias especiales de la misa. Las particulares de la misa no son por lo general incluidas musicalmente en la misa musical, pero pueden ser objeto de motetes u otras composiciones. Estas secciones incluyen el Introito, el Gradual, el Aleluya (salvo en Cuaresma), Ofertorio y Comunión.

## Historia

### Edad Media
Antes de existir compositores individuales de misas, la música fue puramente canto gregoriano, que ofrecía muchas opciones musicales a ser cantadas según el calendario litúrgico. Se encuentran recogidas en el Kyriale.
Sobreviven varias misas completas de autoría anónima del siglo XIV, la Misa de Tournai, Misa de Toulouse, Misa de Barcelona y Misa de la Sorbona; sin embargo las discrepancias de estilo indican que los movimientos de estas misas fueron escritas por varios compositores y posteriormente compiladas por un copista en una sola obra.
La primera misa compuesta entera por un mismo autor y concebida como un todo fue la Messe de Notre Dame, de Guillaume de Machaut (1300-1377) Compositor del Ars Nova, un estilo que señala el fin de la Edad Media y el Renacimiento en el plano musical.

### Renacimiento

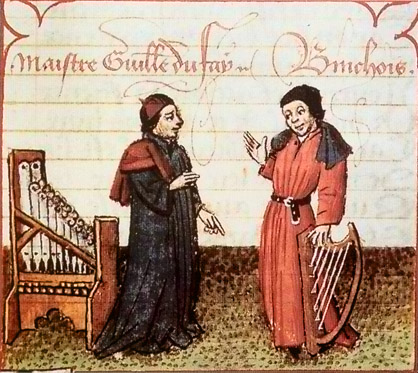
En la imagen Guillaume Dufay a la izquierda representa a la música sacra con un órgano, a la derecha con un arpa está Gilles Binchois

La misa es la forma principal de las grandes composiciones musicales del Renacimiento. Hemos visto que las primeras misas se datan de hecho en el siglo XIV. Los compositores de esta época escribían a menudo movimientos aislados, o parejas de movimientos (Gloria-Credo, o Sanctus-Agnus Dei), pero desde la mitad del siglo XV llegó a ser corriente para un compositor escribir la misa completa, y la misa se convierte en el género musical sacro, al tiempo de ofrecer a los compositores la posibilidad de realizar obras monumentales, articulándose alrededor de una serie de movimientos contrastados. La misa no se eclipsará hasta más tarde, en el momento cuando el motete y sus formas derivadas le quitan el protagonismo al principio del siglo XVI. 
La mayor parte de las misas del siglo XV son misas unitarias que emplean un tema común, el cantus firmus, tomado prestado del canto gregoriano, que se toma para la voz más aguda. EL cantus firmus enseguida aparece en la línea melódica mantenida por las otras voces, gracias a la utilización de diferentes técnicas como el contrapunto. A finales del siglo XV, algunos compositores como Guillaume Dufay, Johannes Ockeghem y Jacob Obrecht emplean algunas melodías profanas como cantus firmus. La melodía del L'homme armé, (El hombre armado), aparece así en más de treinta misas de la época.

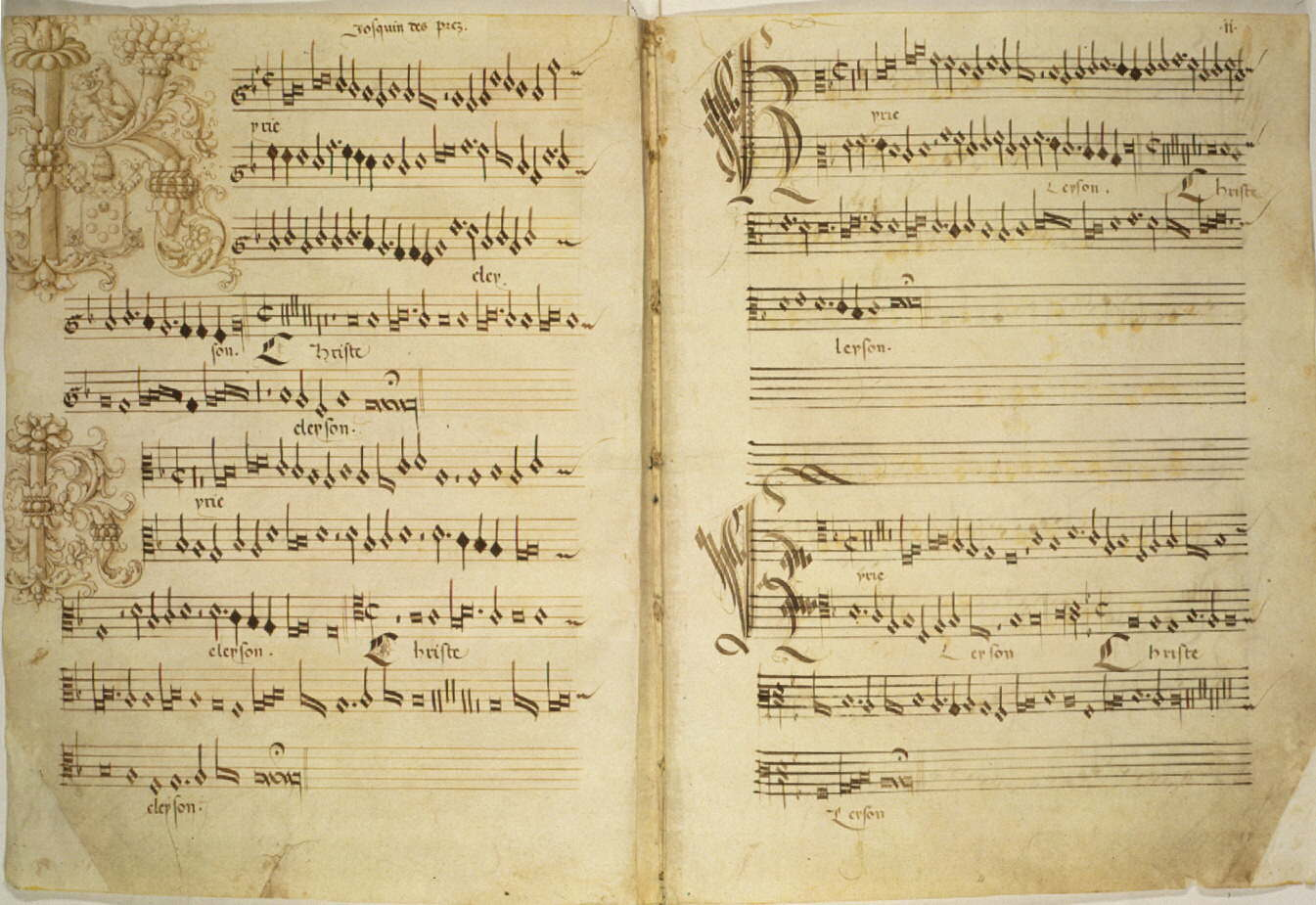
Manuscrito de la Missa de Beata Virginie de Josquin des Prés

Estas innovaciones van a dar origen a nuevas formas al principio del siglo XVI. Se trata, en primer lugar, de la técnica de escritura en imitación, la « misa paráfrasis », en la cual un motivo musical llevado por una primera voz se retoma sucesivamente por una segunda, después por una tercera mientras que la primera pasa al motivo siguiente. También aparece la « misa parodia » (también llamada ‘’misa de imitación’’) en la cual el compositor retoma y desarrolla un motete o una canción polifónica, que se canta con la letra del Ordinario.En la usanza francesa de la (Escuela francoflamenca), estas producciones litúrgicas se cantaban a cinco voces, o a veces seis, incluso más como por ejemplo Antoine Brumel, quien integró varias misas en una, la Misa del terremoto (Et ecce terræ motus) a doce voces. La imitación y la parodia poco a poco eliminaron el cantus firmus en el curso del siglo XVI.  Palestrina compuso cincuenta y una misas parodias.  Estas prácticas se difundieron sin dificultad hasta el Concilio de Trento, en 1562, que aligera la linearidad y el contrapunto,a fin de permitir une audición más clara de los textos cantados, y que desanima el uso del repertorio secular. 

Los compositores recurrieron igualmente al canon. Las primeras misas que emplearon esta forma fueron la Missa prolationum de  Johannes Ockeghem, donde cada sección es un Canon de proporción sobre una melodía libre, y la Missa L’Homme armé de Guillaume Faugues quien compone un canon sobre la célebre melodía de L’Homme armé. Pierre de La Rue  compuso cuatro misas en canon fundadas sobre el canto llano, y una de las misas de madurez de Josquin des Prés, la Missa ad Fugam, está compuesta íntegramente en la forma de canon de proporción, sin imitación exterior.
La Missa sine nomine, literalmente Misa sin nombre, es una expresión que se aplica a las obras compuestas a partir de nuevas melodías. Ocurre a veces que estas misas han recibido un título particular, como la Missa Papae Marcelli (Misa del Papa Marcelo) de Palestrina y se trata a menudo de composiciones en forma de canon, por ejemplo la Missa sine nomine de Josquin des Prés. Este último compuso numerosas misas y quizás era el compositor más importante del Renacimiento. En la segunda mitad del siglo XVI, los representantes más notables del contrapunto son el inglés William Byrd, el español Tomás Luis de Victoria y el italiano Palestrina, cuya Misa del Papa Marcelo (1562) quizás salvara la polifonía sacra de la ira del Concilio de Trento. En esta época, los compositores se volcaron sobre otras formas de música sacra que les permitiera dar libre curso a su creatividad como el motete y el madrigal espiritual. Los músicos de la Escuela veneciana, notablemente, dieron preferencia a otras formas musicales sobre las de la misa, a pesar de que nos hayan llegado algunas misas de Adrian Willaert en el estilo de Josquin des Prés, o de Annibale Padovano, que dejó una Missa a 24 que emplea tres coros de ocho voces cada uno. En fin otros músicos como Orlando di Lasso, instalado en Múnich, es decir, a una distancia cómoda de las reformas tridentinas, continuaron escribiendo misas parodias sobre melodías profanas.
La Reforma protestante introdujo algunas divergencias entre la liturgia católica y protestante. Martín Lutero publicó en 1526 un texto sobre La Misa alemana y el Orden del Servicio Divino en el cual preconiza el empleo del alemán en lugar del latín, desconocido por los simples fieles. Así el Credo dominical fue cantado en alemán
.

### Del Barroco al Romanticismo
Después del Renacimiento, la misa tendió a no ser el género principal de un compositor, si bien algunas de las obras musicales más famosas del Barroco, período clásico o romántico son misas. En la era romántica las misas más famosas suelen ser de Réquiem. 
A finales del siglo XVI algunos compositores como Pedro Bermúdez (1558-1605) se instalan  en América Latina y componen algunas misas (Misa de bomba y Misa de feria) en el estilo de las misas católicas europeas. Estos compositores dieron nacimiento a la música barroca de Nueva España, que tiene un vasto territorio de obras sacras.
Aunque con el advenimiento de nuevas formas musicales como la ópera, el oratorio o la cantata la misa ya no era el único género musical que permite composiciones monumentales, ella continuó inspirando obras maestras. Un cierto número de músicos, como Claudio Monteverdi o Gregorio Allegri continuaron componiendo misas corales en el estilo de las de Palestrina, pero a partir del siglo XVII aparecieron algunas innovaciones en Italia y en Francia: Marc-Antoine Charpentier compuso algo de música instrumental y piezas para solistas o para varios coros (Misa para cuatro coros). Destaca su Messe de minuit pour Nöel (Misa de la medianoche para el día de Navidad) de las once misas que se conocen actualmente de él. Alessandro Scarlatti (Misa de Santa Cecilia) y Giovanni Battista Pergolesi (Gran Misa solemne en Fa, llamada Missa Romana, a diez voces, doble coro, dos orquestas y dos órganos) enriquecen junto a los anteriores el repertorio sacro.
Los compositores continuaron manteniendo el recurso de la « misa parodia ». En la Misa en si menor de Bach, por ejemplo, el compositor retoma ciertos temas que él había elaborado en piezas anteriores. En esta misa se constata igualmente una influencia de la ópera sobre la música sacra, con la aparición de arias y dúos.
El ritual anglicano (también llamado Servicio de Comunión) se aleja del ritual católico. No solamente se cantan los textos en inglés, sino que el Gloria viene generalmente en última posición. Como el Benedictus y el Agnus Dei no figuran en la liturgia del Book of Commons Prayers de 1662, estos himnos no aparecen en las composiciones anglicanas.

#### Compositores principales
- Guillaume de Machaut (ca. 1300-1377) Messe de Nostre Dame a cuatro voces (ca. 1365);
- Claudio Monteverdi (1567-1643) :  Messa da Capella a cuatro voces, "Missa In illo Tempore";
- Francesco Cavalli (1602-1656) : Messa Concertata;
- Heinrich Ignaz Franz Biber (1644-1704) : Missa Salisburgensis, Missa Sancti Henrici, Missa Bruxellensis, Missa Christi resurgentis;
- Henry Purcell (1659-1695): Música para el funeral de la reina María
- Jan Dismas Zelenka (1679-1745) : más de veinte misas;
- Antonio Vivaldi (1678-1741): Missa Sacrum, RV 586 ;
- Johann Sebastian Bach (1685-1750): Misa en si menor ;
- Joseph Haydn (1732-1809) : catorce misas, entre las cuales Nelsonmesse (Misa en tiempos de angustia o Misa Nelson), la Theresienmesse (Misa de María Teresa de las Dos Sicilias) y la In Temporis Belli o Paukenmesse (Misa para tiempo de guerra o misa de los timbales);
- Michael Haydn (1737-1806) : más de cuarenta misas, entre ellas la Missa Hispanica (Misa española) y la Missa tempore Quadragesimae (Misa de Cuaresma);
- Wolfgang Amadeus Mozart (1756-1791) : dieciocho misas, entre las cuales la Misa de la Coronación en Do mayor, KV 317 (1779), la Gran Misa en do menor, KV 427 (1782-83) y el Réquiem, KV 626 (1791);
- Luigi Cherubini (1760-1842) : once misas;
- Ludwig van Beethoven (1770-1827) : Misa en do mayor (1807) y Missa solemnis (1818-22) ;
- Gioachino Rossini (1792-1868) : Misa (Bolonia 1808), Misa (Rávena 1808), Misa (Rimini 1809), Misa de Gloria (1820) para solista, coro y orquesta, Pequeña misa solemne (1863) ;
- Franz Schubert (1797-1828) : seis misas en latín, entre las cuales la misa en mi bemol mayor D.950, y la Misa alemana ;
- Robert Schumann (1810-1856) : Requiem für Mignon (1850) ;
- Franz Liszt (1811-1886) : Missa Choralis ; Missa solemnis (1856) ; Misa de la coronación compuesta para Francisco José I de Austria y su esposa Isabel de Baviera (1867) ;
- Giuseppe Verdi (1813-1901) : Requiem (1874) ;
- Charles Gounod (1818-1893) : compuso unas quince misas entre las cuales: Misa de San Luis (1841),  Misa pascual (1843),  Misa de solemne de Santa Cecilia (1854) que le hace célebre, una Misa solemne de Pascua (1874) y una Misa del Sagrado Corazón (1876) ;
- Anton Bruckner (1824-1896), Misa en Do mayor para alto, dos cornos y órgano (WAB 25) (1842), Missa solemnis en si mayor (WAB 29) (1854), Misa en re menor (WAB 26) (1864), Misa en mi menor para coro de ocho voces e instrumentos de viento (WAB 27) (1866), Misa en fa menor (WAB 28) (1868)
- Johannes Brahms (1833-1897) : Un réquiem alemán (1868) ;

### SiglosXXyXXI
En los siglos XX y XXI, los compositores continuaron componiendo misas, incluso en una diversidad de estilos, formas y funciones más amplia. Los compositires continúan escribiendo misas adoptando una gran libertad. La Misa Criolla (1963)  del argentino Ariel Ramírez, la Missa Luba congoleña  adoptan los cantos del Ordinario de la misa a los ritmos y a las melodías de otros continentes distintos del europeo.
- Frank Martin (1890-1974) : Misa para doble coro a capela, 1924.
- Herbert Howells (1892-1983) : Mass in the Dorian Mode para coro, 1912. Missa Aedis Christi para coro, 1920. Missa Sabrinensis, 1954. A Coventry Mass para coro y órgano, 1968.
- Francis Poulenc (1899-1963) : Misa en Sol mayor para coro mixto a capela, 1937
- Maurice Duruflé (1902-1986) : Messe Cum Jubilo para barítono solo, coro de barítonos y orquesta (Versión con órgano, 1967 - con orquesta, 1970 - orquesta reducida, 1972).
- Jean Langlais (1907-1991) : Missa brevis para coro y órgano, 1935. Missa "In Simplicitate" para coro al unísono y órgano, 1953. Missa Solemnis Orbis Factor para coro mixto, coro y órgano, 1951.Missa "Salve Regina" para coro masculino, 2 órganos y dos conjuntos de metal, 1954.
- Benjamin Britten (1913-1976) : Missa brevis para voces juveniles y órgano (1959) y Réquiem de guerra (1962) ;
- Joachim Havard de la Montagne (1927-2003) : Missa ultima para coro y órgano (1968), Messe de la Miséricorde para coro masculino o mixto y órgano (1985), Messe de la Paix para coro masculino, órgano y metal (1985).
- Frederick Delius : A Mass of Life, 1905.
- Ralph Vaughan Williams : Misa en sol menor, 1920
- Igor Stravinsky : Misa, compuesta entre 1944 y 1948.
- Ariel Ramirez: "Misa Criolla" compuesta entre 1964 y 1965.
- Leonard Bernstein : Misa. Una pieza de teatro para cantantes, interpretes y bailarines, 1971. Missa Brevis para coro mixto y contratenor, con percusión, o 7 violines y percusión (1988).
- David Maslanka : Misa, 1989.
- George Lloyd : Una misa sinfónica para coro y orquesta estrenada en 1993. Misa de Requiem dedicada a la Princesa Diana para coro, órgano y contratenor (1998).
- Bertold Hummel : Missa Laudate Pueri[13]
- John Rutter : Mass of the Children, (Misa de los niños), 2003,
- Steve Dobrogosz : Misa de Jazz, 1992.
- Dave Brubeck : Mass to Hope, (Misa de la Esperanza), 1980
- James MacMillan : Missa Brevis, 2000.
- Gabriel Jackson : Missa Sanctae Margaretae, para coro, 1995. Missa Triuriensis para coro y órgano, 2005.
- Kentaro Sato : Misa para la paz (Missa pro Pace), 2008.
- Richard Rodney Bennett: Missa Brevis (1990)
- Mario Gosálvez Blanco: Missa Brevis para coro, órgano y cuerda, 1987. "Requiem para dos voces" (1990) para mezo-soprano y tenor.
- Manuel Martínez Burgos: Missa Brevis para coro mixto a ocho voces (2000)
- Lorenzo Ferrero: Missa Brevis para cinco voces y dos sintetizadores (1975)
- Zoltán Kodály: Missa Brevis (1944)
- Antonio Massana: Missa brevis et facillima: tribus vocibus aequalibus concinenda (1964)
- William Walton: Missa Brevis para doble coro mixto y órgano, 1965.
- Javier Busto: Missa brevis pro pace, 1985.
- Andrew Lloyd Webber (1948–) : Requiem, 1985.
- Ennio Morricone (1928-2020): Misa del Papa Francisco, 2015.
- A Small Apartment: Adoratio Idoli (an electronic mass) (2020)